# Robert Mitchum

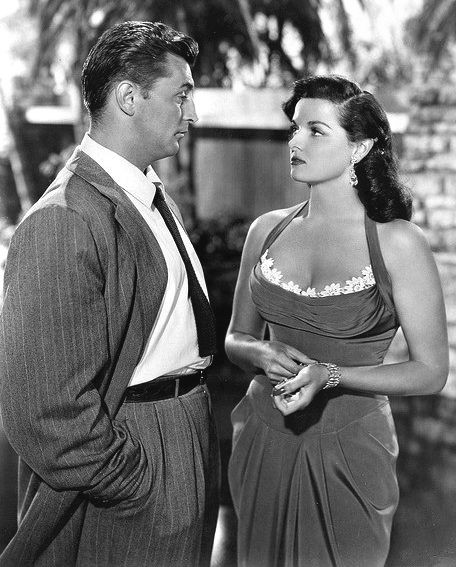
Robert Mitchum i Jane Russell w filmie Jego typ kobiety (1951)

Robert Charles Durman Mitchum (ur. 6 sierpnia 1917 w Bridgeport, zm. 1 lipca 1997 w Santa Barbara) − amerykański aktor, producent filmowy, autor, poeta, kompozytor i piosenkarz. 
Mitchum znalazł się na 23. pozycji na liście American Film Institute wśród 50 największych legend filmowych (50 Greatest Film Star Legends). W 1946 został nominowany do Oscara dla najlepszego aktora drugoplanowego za występ w filmie Żołnierze (Story of G.I. Joe, 1945). 
25 stycznia 1984 otrzymał własną gwiazdę w Alei Gwiazd w Los Angeles znajdującą się przy 6240 Hollywood Boulevard.

## Życiorys

### Wczesne lata
Urodził się w Bridgeport w stanie Connecticut w rodzinie metodystów. Jego ojciec, pracownik kolei James Thomas Mitchum, miał pochodzenie angielskie i walijskie, a matka, Ann „Harry” Henrietta (z domu Gunderson), była norweską emigrantką, urodzoną w Christianie. Wychowywał się ze starszą siostrą Annette Marie „Julie” (ur. 1914, zm. 2003). W 1919, gdy Mitchum miał niespełna dwa lata, jego ojciec zginął w wypadku kolejowym w Charleston w Karolinie Południowej. Jego matka otrzymała rządową emeryturę i musiała sama utrzymywać rodzinę, a wkrótce urodziła syna, Johna Newmana (ur. 1919, zm. 2001); wyszła ponownie za mąż za porucznika Hugh „Majora” Cunninghama Morrisa, byłego oficera Royal Naval Reserve, z którym miała córkę Carol Morris (ur. 1927). Rodzina zamieszkała na rodzinnej farmie w Delaware. Mitchum jako dziecko był znany jako dowcipniś, często zaangażowany w bójki na pięści i psoty. W 1929 matka wysłała go do jego dziadków w Felton; chłopiec został natychmiast wyrzucony z gimnazjum za bójkę z dyrektorem. Jako nastolatek spędzał czasu włócząc się po okolicy, a w 1930 w wieku 13 lat przeprowadził się do Nowego Jorku i zamieszkał ze swoją starszą siostrą w dzielnicy Hell’s Kitchen na Manhattanie. Kiedy znowu wyrzucono go z liceum Haaren High School, zrezygnował z edukacji. Podróżował po kraju wagonami towarowymi, palił marihuanę i imał się różnych prac, był zarówno kopaczem rowów pod Civilian Conservation Corps, jak i tragarzem, pomywaczem, bramkarzem w nocnym lokalu i bokserem. W 1933 w Savannah w stanie Georgia został aresztowany za włóczęgostwo.

### Kariera
W 1936 przeniósł się do Long Beach w Kalifornii, gdzie podjął prację jako ghostwriter. Wkrótce jego starsza siostra przekonała go, by wstąpił z nią do miejscowego teatru amatorskiego The Players Guild of Long Beach, gdzie Mitchum pracował jako pomocnik sceniczny i okazjonalnie był statystą w przedstawieniach. Pisał też teksty piosenek i monologów do występów siostry w klubach nocnych. Po raz pierwszy trafił przed kamery jako model w filmie krótkometrażowym The Magic of Make-up (1942). Na kinowym ekranie debiutował w roli Quentina „Konia” Gilforda w komediodramacie familijnym Clarence'a Browna Komedia ludzka (The Human Comedy, 1943). Następnie został obsadzany zazwyczaj w rolach złych charakterów w niskobudżetowych westernach. Po zagraniu roli Boba Graya w historycznym dramacie wojennym Mervyna LeRoya 30 sekund nad Tokio (1944), podpisał siedmioletni kontrakt z RKO Pictures. Wielkim sukcesem okazała się kreacja porucznika Billa Walkera w biograficznym dramacie wojennym Williama A. Wellmana Żołnierze (Story of G.I. Joe, 1945), która przyniosła mu (jedyną w karierze) nominację do Oscara za rolę drugoplanową i był nominowany do Nagrody Stowarzyszenia Nowojorskich Krytyków Filmowych. Za rolę kaprala Allisona w przygodowym dramacie wojennym Johna Hustona Bóg jeden wie, panie Allison (1957) zdobył nominację do nagrody BAFTA dla najlepszego aktora zagranicznego.
Zagrał w ponad 130 produkcjach kinowych i telewizyjnych, w tym przygodowych, westernach, dramatach i melodramatach. Zyskał rozgłos, grając role w kilku klasycznych filmach noir, a jego gra aktorska jest powszechnie uważana za prekursora antybohaterów rozpowszechnionych w filmie w latach pięćdziesiątych i sześćdziesiątych. 
Jego najbardziej znane filmy to Człowiek z przeszłością (1947), Rzeka bez powrotu (1954), Noc myśliwego (1955), El Dorado (1966) i Córka Ryana (1970). W epickim dwuczęściowym miniserialu ABC Wichry wojny (1983) i sequelu Wojna i pamięć (1988) zagrał postać kapitana marynarki wojennej Stanów Zjednoczonych Victora „Mopsa” Henry’ego. 

## Życie prywatne
15 marca 1940 zawarł związek małżeński z Dorothy Clements Spence, z którą miał dwóch synów − Jamesa Robina (ur. 8 maja 1941) i Christophera „Chrisa” (ur. 16 października 1943) oraz córkę Petrine „Trinę” Day (ur. 3 marca 1954).
We wrześniu 1948 został zatrzymany za posiadanie marihuany; trafił na tydzień do więzienia stanowego, a później odbył karę 43 dni w obozie pracy w Kalifornii. W 1983 naraził się serią rasistowskich i seksistowskich wypowiedzi; miesiąc później, w obawie przed nagonką, złożył oficjalne wyjaśnienie i przeprosił wszystkich urażonych. 
Mitchum był nałogowym palaczem tytoniu, chorował na nowotwór płuc i rozedmę. Zmarł 1 lipca 1997.

## Filmografia

### Filmy
- 1943: Komedia ludzka (The Human Comedy) jako Quentin „Koń” Gilford
- 1943: Flip i Flap: Nauczyciele tańca (The Dancing Masters) jako Mickey Halligan
- 1944: 30 sekund nad Tokio (Thirty Seconds Over Tokyo) jako Bob Gray
- 1945: Żołnierze (Story of G.I. Joe) jako porucznik Bill Walker
- 1947: Krzyżowy ogień (Crossfire) jako sierżant Peter Keeley
- 1947: Człowiek z przeszłością (Out of the Past) jako Jeff Bailey/Jeff Markham
- 1948: Krwawy księżyc (Blood on the Moon) jako Jim Garry
- 1951: Zapomniana przeszłość (My Forbidden Past) jako dr Mark Lucas
- 1951: Jego typ kobiety (His Kind of Woman) jako Dan Milner
- 1951: Nieokiełznani (The Lusty Men) jako Jeff McCloud
- 1953: Twarz anioła (Angel Face) jako Frank Jessup
- 1954: Rzeka bez powrotu (River of No Return) jako Matt Calder
- 1955: Noc myśliwego (Night of the Hunter) jako Harry Powell
- 1957: Bóg jeden wie, panie Allison (Heaven Knows, Mr. Allison) jako kapral Allison
- 1957: Ogień pod pokładem (Fire Down Below) jako Felix Bowers
- 1957: Podwodny wróg (The Enemy Below) jako kapitan Murrell
- 1962: Przybysze o zmierzchu (The Sundowners) jako Paddy Carmody
- 1962: Przylądek strachu (Cape Fear) jako Max Cady
- 1962: Najdłuższy dzień (The Longest Day) jako generał brygady Norman Cota
- 1962: Dwoje na huśtawce (Two for the Seesaw) jako Jerry Ryan
- 1964: Pięciu mężów pani Lizy (What a Way to Go!) jako Rod Anderson Jr.
- 1966: El Dorado jako szeryf J.P. Harrah
- 1967: Zachodni szlak (The Way West) jako Dick Summers
- 1968: Bitwa o Anzio (Lo Sbarco di Anzio) jako Dick Ennis
- 1970: Córka Ryana (Ryan’s Daughter) jako Charles Shaughnessy
- 1974: Yakuza jako Harry Kilmer
- 1975: Żegnaj, laleczko (Farewell, My Lovely) jako detektyw Philip Marlowe
- 1976: Ostatni z wielkich (The Last Tycoon) jako Pat Brady
- 1976: Bitwa o Midway (Midway) jako wiceadmirał William Halsey
- 1978: Wielki sen (The Big Sleep) jako Philip Marlowe
- 1980: Nocne zabójstwo (Nightkill) jako Donner / Rodriguez
- 1984: Kochankowie Marii (Maria’s Lovers) jako Pan Bibic
- 1988: Wigilijny show (Scrooged) jako Preston Rhinelande
- 1991: Przylądek strachu (Cape Fear) jako porucznik Elgart
- 1993: Tombstone jako narrator
- 1995: Truposz (Dead Man) jako John Dickinson

### Seriale
- 1983: Wichry wojny (The Winds of War) jako Victor „Mops” Henry
- 1985: Północ-Południe (North and South) jako Patrick Flynn
- 1988: Wojna i pamięć (War and Remembrance) jako Victor „Mops” Henry
- 1995: Szeryf (The Marshal) jako Frank MacBride

## Dyskografia

### Albumy
- 1957: Calypso Is Like So... (wyd. Scamp)[20]
- 1967: That Man Robert Mitchum ... Sings (wyd. Bear Family Records)[20]

## Nagrody
| Rok  | Nagroda                                         | Kategoria                                 | Film                                               |
| ---- | ----------------------------------------------- | ----------------------------------------- | -------------------------------------------------- |
| 1960 | National Board of Review                        | Najlepszy aktor                           | Dom od wzgórza (1960) Przybysze o zmierzchu (1960) |
| 1991 | National Board of Review                        | Nagroda za całokształt pracy artystycznej | –                                                  |
| 1992 | Złoty Glob                                      | Nagroda im. Cecila B. DeMille’a           | –                                                  |
| 1993 | Międzynarodowy Festiwal Filmowy w San Sebastián | Nagroda za całokształt pracy artystycznej | –                                                  |